# Tanya Lopert
Tanya Lopert (ur. 19 czerwca 1942) – francuska aktorka filmowa.

## Filmografia
- 1961: Something Wild jako Sprzedawczyni
- 1962: Przybycie Tytanów jako Licina
- 1965: Przedział morderców jako Mme Garaudy
- 1965: Co słychać koteczku? jako Panna Lewis
- 1966: Navajo Joe jako Maria
- 1967: La ragazza del bersagliere jako Contessa Medioli
- 1968: Scusi, facciamo I'amore jako Flavia Menobo
- 1969: Zamek-pułapka jako Cooke (La minette)
- 1969: Kobiety jako Louise
- 1971: Bulwar Rumu jako Zelda
- 1977: Opatrzność jako Panna Lister
- 1978: Pewnego razu w Paryżu jako Eve Carling
- 1978: Panowie, dbajcie o żony jako Pierwsza Dama
- 1979: Le mouton noir jako Martha
- 1980: Cherchez I'erreur jako Simone
- 1981: Historia zwykłego szaleństwa jako Vicky
- 1983: Historia Piery jako Elide
- 1983: Przyjaciel Vincenta jako Irene
- 1984: Niech żyje życie! jako Julia
- 1986: Kobieta i mężczyzna: 20 lat później jako Tanya Lopert
- 1988: Kilka dni ze mną jako Madame Maillotte
- 1989: Doux amer jako Danielle
- 1989: Byle do wiosny jako Celia Sister
- 1990: Są dni i księżyce jako Osoba kupująca restaurację
- 2004: Utracona miłość jako Rachel Meyer